# STS-41-D

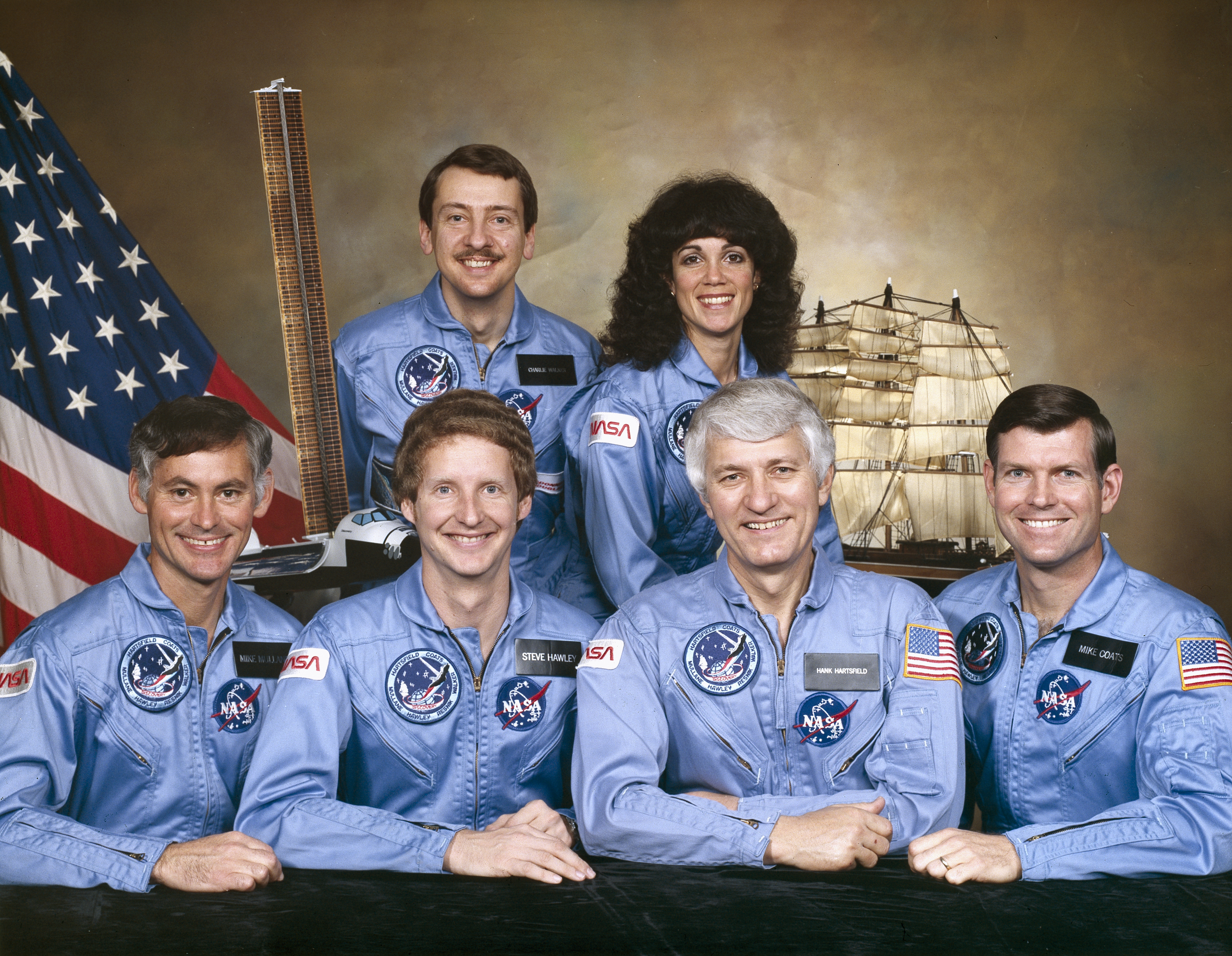
Екіпаж STS-41-D: Задній ряд, зліва направо: Вокер, Рєзнік; передній ряд: Маллейн, Хоулі, Хартсфілд, Котс

STS-41-D — космічний політ ККБВ «Діскавері» за програмою «Спейс Шаттл». Це був перший політ орбітального апарата «Діскавері». 

## Екіпаж
- (НАСА) Генрі Гартсфілд (2), командир
- (НАСА) Майкл Коутс (1), пілот
- (НАСА) Джудіт Рєзнік (1), спеціаліст за програмою польоту 1
- (НАСА) Стівен Говлі (1), спеціаліст за програмою польоту 2
- (НАСА) Річард Маллейн (1), спеціаліст за програмою польоту 3
- (НАСА) Чарльз Вокер (1), спеціаліст з корисного навантаження 1

### Місяця членів екіпажу
| Місця | Запуск     | Повернення | Місця 1—4 розташовані на польотній палубі, місця 5—7 — на середній палубі. |
| S1    | Hartsfield | Hartsfield | Місця 1—4 розташовані на польотній палубі, місця 5—7 — на середній палубі. |
| S2    | Coats      | Coats      | Місця 1—4 розташовані на польотній палубі, місця 5—7 — на середній палубі. |
| S3    | Mullane    | Resnik     | Місця 1—4 розташовані на польотній палубі, місця 5—7 — на середній палубі. |
| S4    | Hawley     | Hawley     | Місця 1—4 розташовані на польотній палубі, місця 5—7 — на середній палубі. |
| S5    | Resnik     | Mullane    | Місця 1—4 розташовані на польотній палубі, місця 5—7 — на середній палубі. |
| S6    | Walker     | Walker     | Місця 1—4 розташовані на польотній палубі, місця 5—7 — на середній палубі. |

## Галерея

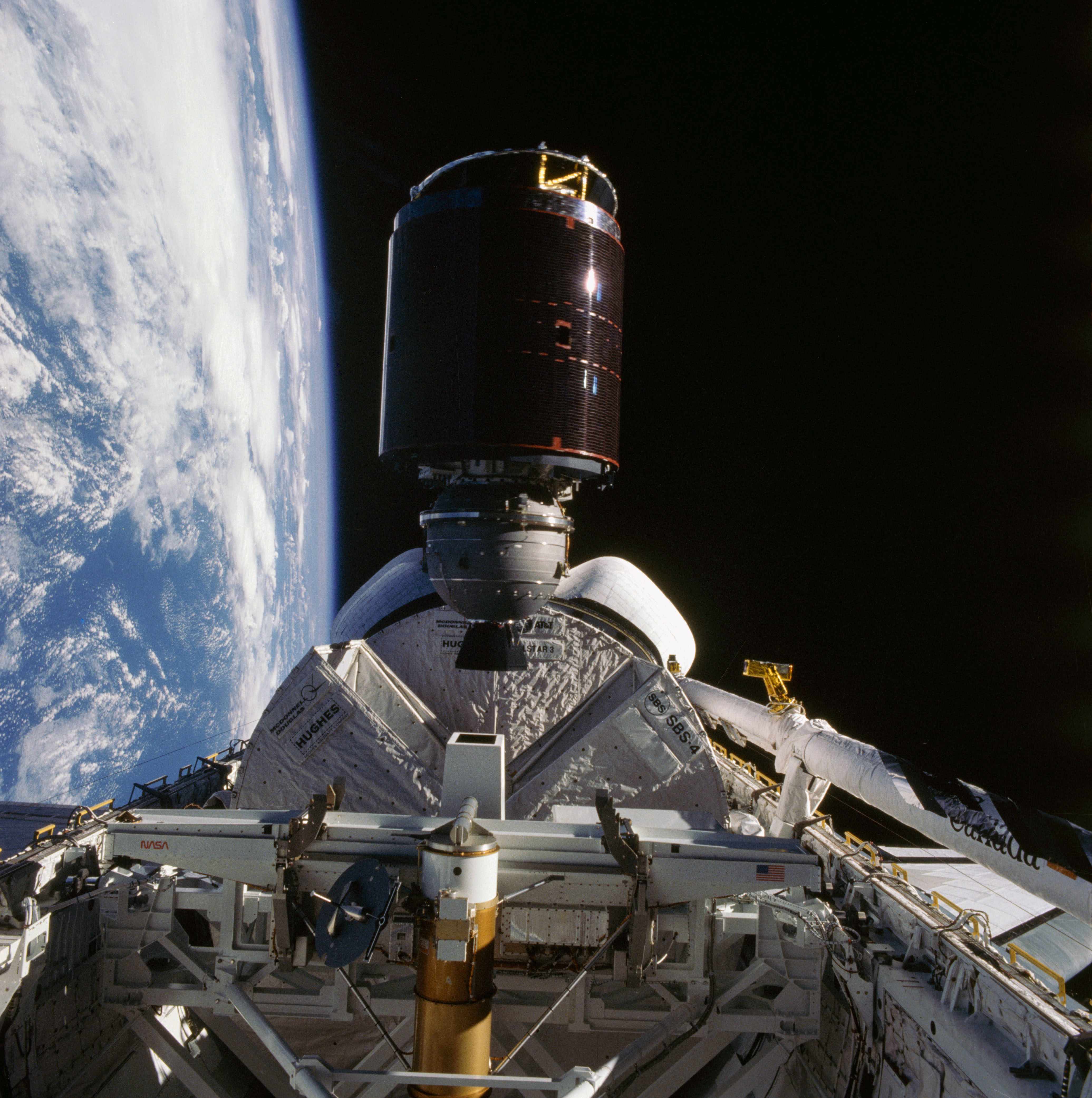
«SBS-D» розгортання
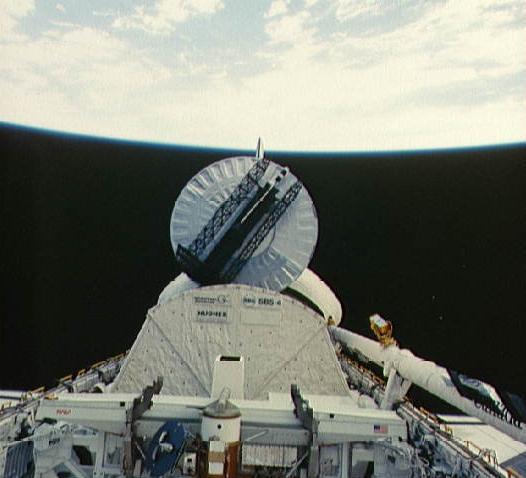
«Syncom IVН2решті успішний за» розгортання
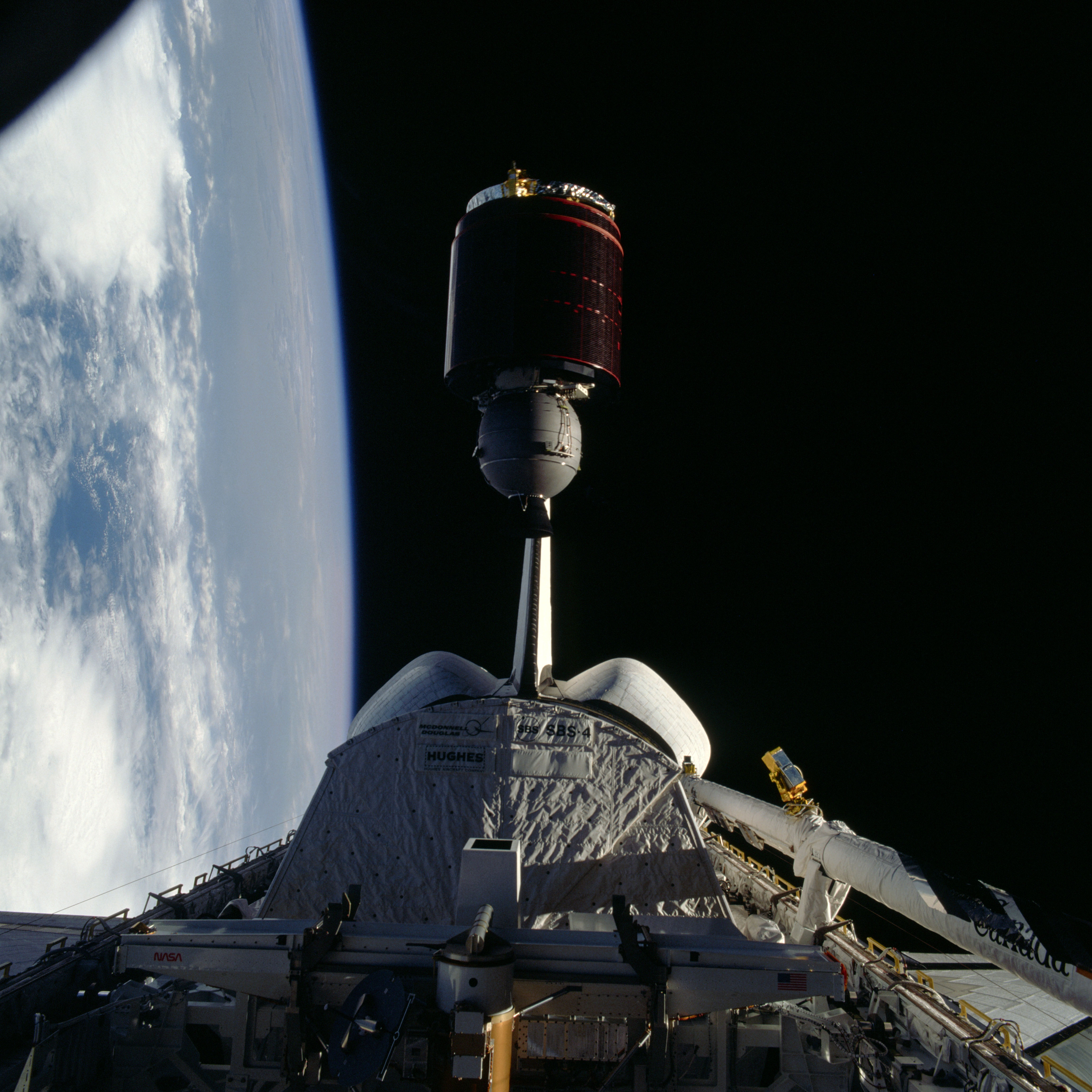
«Telstar 3C» розгортання
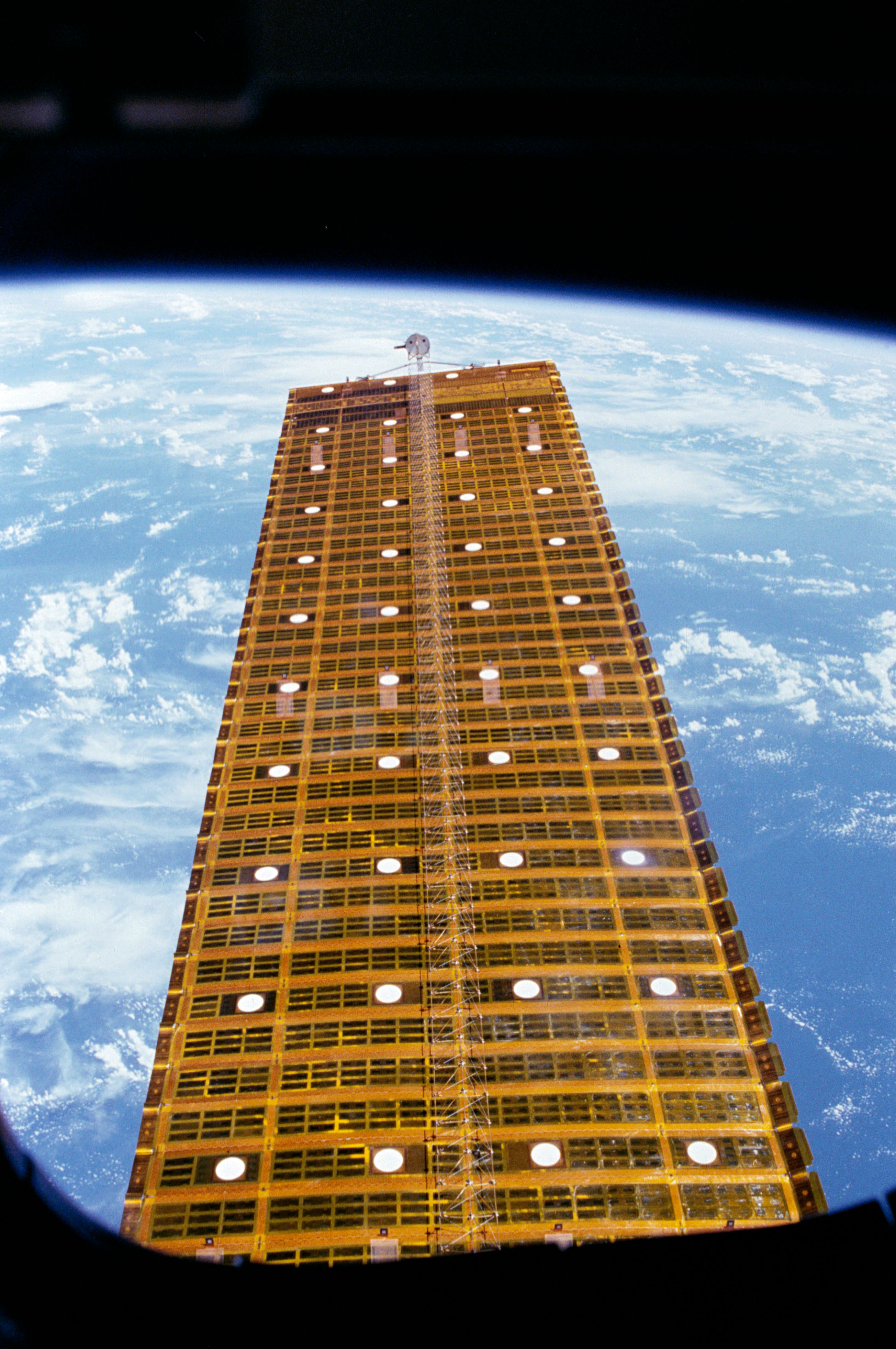
«OAST-1» розгортання